# Spodoptera apertura
Spodoptera apertura là một loài bướm đêm trong họ Noctuidae.